# Лаурус Сігюрдссон
Заголовок цієї статті — це ісландське ім'я, де Ларус — особове ім'я, а Сігурдссон — ім'я по батькові. 
Ларус Оррі Сігурдссон (ісл. Lárus Orri Sigurðsson, нар. 4 червня 1973, Акурейрі) — ісландський футболіст, який грав на позиції захисника. Після завершення виступів на футбольних полях — ісландський футбольний тренер. Відомий за виступами в ісландських та англійських футбольних клубах, а також у складі національної збірної Ісландії.

## Клубна кар'єра
Ларус Сігурдссон народився в місті Акурейрі, та розпочав виступи на футбольних полях у 1990 році в місцевому клубі «Тор». У клубі з рідного міста грав до 1994 року, після чого перейшов до команди другого за рівнем англійського дивізіону «Сток Сіті». У 1998 році команда вибула до третього дивізіону, і невдовзі ісландський захисник переходить до складу іншої команди другого дивізіону «Вест Бромвіч Альбіон». Разом з цією командою Сігурдссон за підсумками сезону 2001—2002 років здобуває путівку до Прем'єр-ліги. Хоча команда після першого сезону вибула до другого дивізіону, проте відразу ж за підсумками наступного сезону повернулась назад до Прем'єр-ліги. Щоправда, після повернення до вищого англійського дивізіону Ларус Сігурдссон вже не грав за «Вест Бромвіч Альбіон», а повернувся до своєї рідної команди «Тор», яка на той час вибула до другого ісландського дивізіону, і вже з 2006 року став її граючим головним тренером. У 2010 році Сігурдссон провів два матчі за інший ісландський клуб «Акранес», після чого у 2011—2013 роках очолював цю команду як головний тренер. У 2017—2018 роках Ларус Сігурдссон знову очолював клуб «Тор».

## Виступи за збірні
У 1995 році Ларус Сігурдссон дебютував у складі національної збірної Ісландії у товариській грі зі збірною Фарерських островів. Грав у складі збірної до 2003 року, провівши в її складі 42 матчі, відзначившись 2 забитими м'ячами.